# Le Pont-de-Planches
Le Pont-de-Planches là một xã ở tỉnh Haute-Saône trong vùng Franche-Comté phía đông nước Pháp.